# جايسون جرينسلاد
جايسون جرينسلاد (بالإنجليزية: Jason Greenslade) هو لاعب بولينغ بريطاني، ولد في 6 مارس 1970 في بنارث ‏ في المملكة المتحدة.

## روابط خارجية
- جايسون جرينسلاد على موقع اتحاد ألعاب الكومنولث (مؤرشف) (الإنجليزية)
- جايسون جرينسلاد على موقع دورة ألعاب الكومنولث 2006 (مؤرشف) (الإنجليزية)